# Selåsvatn Station
Selåsvatn Station (Selåsvatn stasjon) er en tidligere jernbanestation på Sørlandsbanen, der ligger umiddelbart nord for søen Selåsvatn i Åmli kommune i Norge.
Stationen åbnede 10. november 1935, da banen mellem Neslandsvatn og Nelaug blev taget i brug. Stationen blev nedgraderet til holdeplads 2. maj 1967 og fjernstyret 15. december 1970. Betjeningen med persontog ophørte 29. maj 1988, og den tidligere station fungerer i dag som krydsningsspor.
Stationsbygningen blev tegnet af Gudmund Hoel og Bjarne Friis Baastad. Den var af samme type som ved Vatnestrøm og Helldalsmo. Bygningen blev revet ned i 1987.